# أفنان القاسم
أفنان القاسم (1944-) هو كاتب فلسطيني، ولد في يافا، كتب عشرات الأعمال الأدبية في الرواية والمجموعة القصصية والمسرحية والمجموعة الشعرية والدراسة الأدبية، عمل أستاذًا جامعيًا في جامعة السوربون ومعهد العلوم السياسية في باريس والمدرسة المركزية الفرنسية وجامعة مراكش وجامعة الزيتونة في عمان والجامعة الأردنية، وهو عضو في رابطة الكتاب الأردنيين.

## مؤلفات
صدرت له عدة أعمال أدبية منها:

### روايات
- «العجوز»، الطبعة الأولى، وزارة الإعلام بغداد 1974، الطبعة الثانية، المطبوعات الجميلة الجزائر 1991.[3]
- «الباشا»، وزارة الإعلام بغداد 1977.[4]
- «النقيض»، الطبعة الأولى، اتحاد الكتاب العرب دمشق، 1978، الطبعة الثانية، دار الكرمل، عمان 1994.[5]
- «العصافير لا تموت من الجليد»، دار الفارابي بيروت 1979.[6]
- «الشوارع»، جار ابن رشد، بيروت 1979.[7]
- «مدام حرب» الطبعة الأولى، المؤسسة العربية للدراسات والنشر بيروت 1980، الطبعة الثانية، دار الأسوار عكا 1980.[8]
- «المسار»، المؤسسة العربية للدراسات والنشر بيروت 1981.[9]
- «تراجيديا»، الطبعة الأولى، المؤسسة العربية للدراسات والنشر بيروت 1988، الطبعة الثانية، دار الأسوار عكا 1989.[10]
- «القمر الهاتك»، رواية جزائرية الطبعة الأولى، دار الكرمل عمان 1990، الطبعة الثانية، دار الكرمل عمان 1993.
- «موسى وجولييت»، رواية الانتفاضة الطبعة الأولى، دار قرطبة الدار البيضاء 1991، الطبعة الثانية، دار آرم، عمان 1994.
- «أربعون يوماً بانتظار الرئيس»، (رواية السقوط الفلسطيني الطبعة الأولى، المطبعة العصرية الجزائر 1992، الطبعة الثانية، دار النسر عمان 1944.[11]
- «الكناري»، (رواية الأيام الستة) دار البشير عمان 1993.
- «شارع الغاردنز»، دار النسر عمان 1993.[12]
- «باريس»، دار النسر عمان 1994.
- «لؤلؤة الأسكندرية»، دار النسر عمان 1994.
- «انتحار بيروت»، الطبعة الأولى، دار الفارابي بيروت 1979، الطبعة الثانية، النسر عمان 1994.
- «السيدة ميرابل»، الاتحاد العام للأدباء والكتاب العرب، عمان 1994.
- «اسكندر الجفناوي»، دار النسر عمان 1994.

### أخرى
- «الأعشاش المهدومة»، (قصص ستينية) الشركة الوطنية للنشر والتوزيع الجزائر 1972.[13]
- «الحداثة الزرقاء/البنية الروائية لمصير الشعب الفلسطيني عند غسان كنفاني»، (دراسة) الطبعة الأولى، وزارة الثقافة والفنون، بغداد 1987، الطبعة الثانية، دار الأسوار عكا، 1979.
- «الذئاب الزيتون»، (قصص) الدار العربية للكتاب تونس/ طرابلس الغرب 1983.
- «الاغتراب»، (بين القصص والرواية) الدار العربية للكتاب تونس/ طرابلس الغرب 1984.
- «البطل السلبي في القصة العربية المعاصرة عبد الرحمن مجيد الربيعي»، (دراسة بجزئين) عالم الكتب بيروت 1984.[14]
- «البطل في القصة العربية المعاصرة (مقدمة)»، دار الجامعة الدار البيضاء 1984.[15]
- «موسم الهجرة إلى الشمال/ الطيب صالح»، (عملية نقد ونقض) دار الجامعة الدار البيضاء 1984.[16]
- «مسألة الشعر وبنية الملحمة/ محمود درويش»، (دراسة سوسيو - بنيوية المديح الظل العالي) عالم الكتب بيروت 1987.[17]
- «مسألة الضعر والملحمة الدرويشية: محمود درويش في مديح الظل العالي: دراسة سوسيو-بنيوية»، علم الكتب، 1987.[18]
- «أم الجميع (ثلاثية مسرحية) مأساة الثريا/ سقوط جوبيتر/ ابنة روما»، عالم الشرق بيروت 1989.[19]
- «كتب وأسفار»، (قصص) الهيئة المصرية العامة للكتاب القاهرة 1990.[20]